# TOI-2109
TOI-2109 — одиночная звезда в созвездии Геркулеса. Находится на расстоянии приблизительно 860 световых лет (около 264 парсек) от Солнца. Видимая звёздная величина звезды — +10,22m.
Вокруг звезды обращается, как минимум, одна планета.

## Характеристики
TOI-2109 — жёлто-белая звезда спектрального класса F0, или F6. Масса — около 1,447 солнечной, радиус — около 1,68 солнечного, светимость — около 4,577 солнечной. Эффективная температура — около 6561 K.

## Планетная система
В 2021 году группой астрономов проекта TESS было объявлено об открытии планеты TOI-2109 b.